# Земляное (Свердловская область)
Земляное — посёлок в Тавдинском городском округе Свердловской области России.

## Географическое положение
Посёлок Земляное муниципального образования «Тавдинском городском округе» Свердловской области расположен в 12 километрах (по автотрассе в 18 километрах) к западу-юго-западу от города Тавда, на берегу реки Малая Земляная (правый приток реки Большая Земляная). В окрестностях посёлка, в 5 километрах проходит автотрасса Тавда—Туринск, а также в 2,5 километрах к юго-западу расположен ландшафтный природный памятник — болото Сорочье.

## История посёлка
Посёлок был основан в 1931 году как поселок для раскулаченных спецпереселенцев с Кубани, Украины, Белоруссии.

## Население
| 2002 | 2010 | 2021 |
| ---- | ---- | ---- |
| 127  | ↘35  | ↘16  |